# Kvarkenói járás
A Kvarkenói járás (oroszul Кваркенский райо́н) Oroszország egyik járása az Orenburgi területen. Székhelye Kvarkeno.

## Népesség
- 1989-ben 23 890 lakosa volt.
- 2002-ben 23 525 lakosa volt.
- 2010-ben 18 655 lakosa volt, melyből 13 312 orosz, 2 712 kazah, 621 baskír, 574 mordvin, 492 tatár, 214 német.